# Точак Перјасички
Точак Перјасички је насељено мјесто у општини Бариловић, на Кордуну, у Карловачкој жупанији, Република Хрватска.

## Историја
Точак Перјасички се од распада Југославије до августа 1995. године налазио у Републици Српској Крајини. До територијалне реорганизације у Хрватској насеље се налазило у саставу бивше општине Дуга Реса.

## Становништво
Према попису становништва из 2011. године, насеље Точак Перјасички је имало 1 становника.
| Националност       | 1991. | 1981. | 1971. | 1961. |
| Срби               | 37    | 36    | 92    | 157   |
| Југословени        |       | 17    |       |       |
| остали и непознато |       |       |       | 1     |
| Укупно             | 37    | 53    | 92    | 158   |

| Демографија | Демографија | Демографија |
| Година      | Становника  | Становника  |
| ----------- | ----------- | ----------- |
| 1961.       | 158         |             |
| 1971.       | 92          |             |
| 1981.       | 53          |             |
| 1991.       | 37          |             |
| 2001.       | 8           |             |
| 2011.       |             | 1           |